# Stadion Centralny im. A. Anoxina w Bekobodzie
Stadion Centralny im. A. Anoxina – wielofunkcyjny stadion w Bekobodzie, w Uzbekistanie. Swoje mecze rozgrywa na nim drużyna Metallurg Bekobod. Obiekt może pomieścić 11 000 widzów.